# Лозенец (област Бургас)
Вижте пояснителната страница за други значения на Лозенец.
Лозенец е село в Югоизточна България. То се намира в община Царево, област Бургас. До 1931 г. Лозенец е населена местност Ембелец (също и Емберлер или Амбелиц), част от град Василико (днес Царево), по името на едноименния нос Амбелиц (Лозенец).

## География
Селото се намира на 6 км северозападно от общинския център Царево и на 58 км югоизточно от областния център Бургас. Близостта на Странджа планина съчетава морския с полупланинския климат и го прави още по-привлекателно място за почивка. Средните летни температури варират между 22 – 25 °C за месеците юни и септември и между 26 – 31 °C за юли и август. Измерванията показват, че морската вода в курортното село е най-чиста по българското Черноморие, а наличието на полезни микроелементи като магнезий, калций, йод, бром и др. са оценени високо от чуждестранни специалисти.
Сред птиците са най-разпространени гларуси и корморани.
Като географски дадености планината и морето играят важна роля в развитието на района. Основен поминък на населението е туризмът и риболовът. Лозенец е типично рибарско село, осигуряващо прясна риба и рибни деликатеси за местните ресторанти. Преобладават двуетажните и триетажните къщи и вили, превърнати в комфортни малки хотели или даващи квартири за почиващите.
Лозенец е най-голямото село в община Царево. То е едно от малкото села в България, на което  населението нараства – с около 30% от 2011 до 2024 г. Вилни зони с плажове в покрайнините са местностите Рибарницата на северозапад и Тарфа на югоизток.
Названието на местността Тарфа (Тарха) е с гръцки произход и означава храсталак. Местността представлява плато с площ 363 декара, което югозападно от центъра си има най-голяма надморска височина 27 метра. Платото и едноименният нос Тарфа са изградени от горнокредни вулкански туфи.
Морският бряг е клифов тип, т.е. почти отвесен и е с преобладаващо  север-североизточно изложение. До Рибарското пристанище брегът е висок 7 метра и в посока към къмпинг „Оазис“ нараства и достига малко над 15 метра при плажовете „Тарфа“ и „Тарфа Юг“. Откъм вътрешността местността Тарфа има за граница стария път за Царево. Откъм село Лозенец местността Тарфа има за граница безименно дере, което е заустено подземно в акваторията на Рибарското пристанище. Дерето е дълго 1500 метра и началото му е на 40 м н.в. близо до пътя за село Велика. Откъм къмпинг „Оазис“ местността е граничела преди повече от 15 години с устието на река Потурнашка, но коритото на реката е променено изкуствено, вероятно с цел построяването на повече хотели в курорта. Няма никакви реки и дерета, които да текат през самата местност Тарфа и вливайки се в морето да носят пясък и по-едри фракции, поради което и четирите плажа по брега на местността Тарфа са мидени. Малък терагенен принос дава единствено скалистият бряг на плаж „Тарфа“, където има изветрели скали, раздробени до пясък. 

## История
Курортното черноморско селище Лозенец носи това име от указ № 162 от 08.04.1931 г. То е пряк наследник на преходното селищно име, което е побългарен вариант на гръцкото нарицателно αμπέλι („лозе“). Наред с Ембелец в народната памет са засвидетелствани и изговорните успоредици Ембеля и Емберлѝ.
Заселването му се дължи на масовото принудително изселване на българите от Източна Тракия и южните склонове на планината Странджа след Балканската и Междусъюзническата война (1912 – 1913). Основното ядро на жителите му се образува от преселници от с. Велика, също Старо Велика, и отчасти, от селищата Малък Самоков и Пенека на около 30 km югоизточно от гр. Малко Търново и непосредствено южно от граничната река Резовска между България и Турция. На 20.09.1913 г. жителите на Старо Велика били принудени от турските (военни и административни) власти да напуснат селото в срок от 24 часа и да преминат новата граница между двете държави при гр. Малко Търново.
След десетгодишни лутания в региона и колебания, десетина семейства се заселват окончателно в землището на някогашното с. Поровица (опразнено вероятно още в началото на 19 век, може би във връзка с Руско-турската война от 1828 г.) Със съдействието на българските власти през пролетта на 1924 г. се създава селищен кадастър и се определят 20 парцела за къщи и дворове, които са разпределени между заселниците по жребий. Няколко години по-късно (1928 – 1929) се застрояват с държавен заем около 30 къщи, които образуват ядрото на селището Ембелец, респ. Лозенец. Пак по същото време оземляват преселниците-тракийци с по 50 дка земя на глава на семейство и се засаждат (отново) по 5 дка лозя в местността „Тарфа“.
През 1929 г. (според някои други източници по-късно) се основава първата селска кооперация за риболов, в който занаят някогашните преселници от Странджа не били особено изкусни. Но кооперацията успява да закупи първите лодки-аламани и мрежи за улов на паламуд. През 1931 г. възниква и още една кооперация, наречена „Сила“, която е имала като предмет на дейност дърводобив и производство („горене“) на дървени въглища. Така бива възродена една стара поминъчна традиция на някогашните величани. Към двете кооперативни сдружения малко по-късно се добавя и една потребителска кооперация с магазин и железаро-коларска работилница, но сведенията за нея са оскъдни и неясни. Затова се предполага, че т.н „горска кооперация“ всъщност е разширила дейността си и като занаятчийска и потребителска.
През 1929 г. жителите на Ембелец обединяват усилията си да построят училище и след много затруднения и чрез самопожертвования успяват да издигнат една учебна стая и канцелария. По за година-две като учители са наемани правоспособни лица (понякога и семейни двойки) от околни или по-далечни селища, но едва през 1950 г. са разкрити прогимназиални и гимназиални класове до 7 клас. Училището на Лозенец са посещавали и деца от околните селища. За тях е било организирано и общежитие, което през летните месеци е използвано като ваканционна база за летуване на деца, поддържана по договор с гр. Кърджали.
През 30-те години на 20 в. все по-настойчиво се е заговорило и за построяване на собствена църква. Много труд е вложен доброволно в набирането на строителен материал, но са липсвали парични средства за строежа. Краят на Втората световна война заварил лозенчани без църква. По празниците отчасти са ходели на черква в съседното село Велика или в общинския център Царево. Сегашната църква „Св. Георги“ е била построена и осветена едва през 1998 г.

## Религии
Православно християнство.

## Културни и природни забележителности
В Лозенец се намира църквата „Свети Георги“, изградена изцяло с дарения. Само на 1 km северозападно от Лозенец, непосредствено преди хубавия плаж на бившия къмпинг Корал, се намира и пещерата Мечата дупка, заобиколена от 2 плажчета. Името ѝ се дава преди много години от стари рибари, уловили двойка тюлени (морски мечки) в своите мрежи.
В близост до курортното селце се намират и могат да се видят:
- Природен парк Странджа;
- Реките Велека, Караагач, Дяволска;
- Природен резерват Ропотамо – на 15 km от Лозенец. За туристите се провеждат екскурзии с лодки по течението на реката всеки ден от седмицата;
- Село Велика и Ботаническата градина на семейство Серафимови – намира се на 4 km югозападно от Лозенец, а туристите могат да закупят от предлагащите се растителни видове;
- Село Резово, крепостта Кастрицион и заливът Силистар – намира се на 25 km южно от Лозенец, точно на устието на река Резовска, по която минава границата между България и Турция. Селището е най-южната точка по черноморското ни крайбрежие и има богата древна история;
- Беглик Таш – Българският „Стоун хендж“ – намира се в буферната зона на резерват Ропотамо, на 14 km от Лозенец.

## Редовни събития
Официалният празник на Лозенец е 6 май. Всяка година на тази дата пристигат туристи от цялата страна.
В селото се организират множество различни културни прояви. Обикновено се провеждат на площада в центъра. Организират се различни конкурси, концерти на български и чуждестранни групи и изпълнения на български фолклорни ансамбли. В Лозенец  се провежда и национален шампионат по сърф, както и ежегодна фотофиеста.

## Плажове
Плажовете в Лозенец са със златист, мек и ситен пясък. На територията на селото има много плажове – Централен, Корал, Оазис, Мечата дупка, Малък (Хасиенда), Бабешки и 4 плажа в местността „Тарфа“.
Централният плаж представлява дълга плажна ивица около 700 метра, с разположени по нея чадъри, шезлонги, заведения за хранене и летни барчета. Там се намират различни водни развлечения като: водни колела, джетове, „банани“ и др. Може да се посещава училището по сърф, да се язди кон или да се лови риба.
Плажът на къмпинг „Корал“ е северозападно от селото и местността „Рибарницата“. Той е с по-дълга пясъчна ивица от Централния плаж. Достъпът до него е свободен и няма чадъри, шезлонги и джетове, но има училище по сърф. Предпочитан е за къмпинг както от млади двойки, така и от по-възрастни.
Плаж „Мечата дупка“ е разположен между Централния плаж и плаж „Корал“. Намира се в малък залив – естествена лагуна с много бистра вода. Подходящ е за бебета и малки деца, релаксираща почивка и подводен риболов. Няма чадъри, шезлонги и джетове, но има заведения за храна.
Плажът на къмпинг „Оазис“ е разположен югоизточно от Лозенец и местността „Тарфа“, в посока Царево. Там може да се открият всички развлечения, предлагани на Централния плаж, плюс водолазния център, разположен на плажа.
Малкият плаж, наричан още Хасиенда, е плажна ивица, която се намира в източния край на селото. От двете страни плажът е обграден от скали. Там има чадъри, шезлонги, водни колела и джетове. На плажа се намира заведение за храна и напитки.
Бабешкият плаж е разположен между Централния и Малкия плаж. Като цяло преобладава скалист релеф, предпочитан е за нудизъм.
От остров Албатрос – най-северната част на вилната зона в местността „Тарфа“, в посока югоизток през 100 – 200 м последователно са разположени плажовете: Тарфа Рак, Тарфа Кей, Тарфа и Тарфа Юг. Това са мидени плажове с пясъчна ивица в малки заливи между скалите. Първите три са достъпни от вилната зона. Придвижване по края на каменистия морски бряг до водата е възможно само от Рибарското пристанище до Тарфа Рак и между средните два плажа „Тарфа Кей“ и „Тарфа“. Има само един начин за достигане до Тарфа Юг: от пясъка в десния край на плажа „Тарфа“, нагазване и вървене 10 метра по вода до кръста, за да се заобиколи един скален зъбер. Най-големият плаж е Тарфа, с дължина на бреговата линия 205 м. Тарфа Рак, Тарфа и Тарфа Юг са нудистки плажове. 

## Транспорт
От Лозенец има осигурен шосеен транспорт до Царево, Ахтопол, Китен, Приморско, Дюни, Каваците, Созопол, Бургас и други места по Южното Черноморие.

### Автобуси
През лятото автобусите минават няколко пъти на ден. Тръгват от Ахтопол и Царево за различни места или в обратно. Препоръчително е да се купи билет предварително и да се информира за разписанието на автобусите в обратна посока.

### Маршрутни таксита
Маршрутните таксита пътуват от Царево до Бургас и обратно. Минават на всеки час, а през активния сезон са на интервал от 30 минути до 1 час. Разписанието им е изложено на автогарата в селото. Закупуването на билети е добре да става предварително.
Маршрутът за връщане не винаги съвпада с този за отиване. Например, до Созопол има маршрутно такси, а в обратна посока от Созопол до Лозенец пътува само автобус. Маршрутното такси от Лозенец за  Бургас минава през Созопол, но от Бургас в посока Лозенец върви по друг маршрут.